# Farstanäset
Farstanäset – dzielnica (stadsdel) Sztokholmu, położona w jego południowej części (Söderort) i wchodząca w skład stadsdelsområde Farsta. Graniczy przez jezioro Magelungen z dzielnicami Fagersjö i Farsta strand oraz od strony lądu z gminą Huddinge.
Farstanäset nie ma stałych mieszkańców i stanowi częściowo porośnięty lasem, niewielki półwysep otoczony wodami jeziora Magelungen. Obszar półwyspu jest wykorzystywany przez okolicznych mieszkańców jako teren rekreacyjny. Jego zabudowę stanowi ok. 40 charakterystycznych domków letniskowych.
Powierzchnia dzielnicy wynosi łącznie 0,68 km², z czego 0,26 km² stanowią wody jeziora Magelungen.